# Adolph Diesterweg
Friedrich Adolph Wilhelm Diesterweg (Siegen, 1790. október 20. – Berlin, 1866. július 10.) német pedagógus.

## Életútja

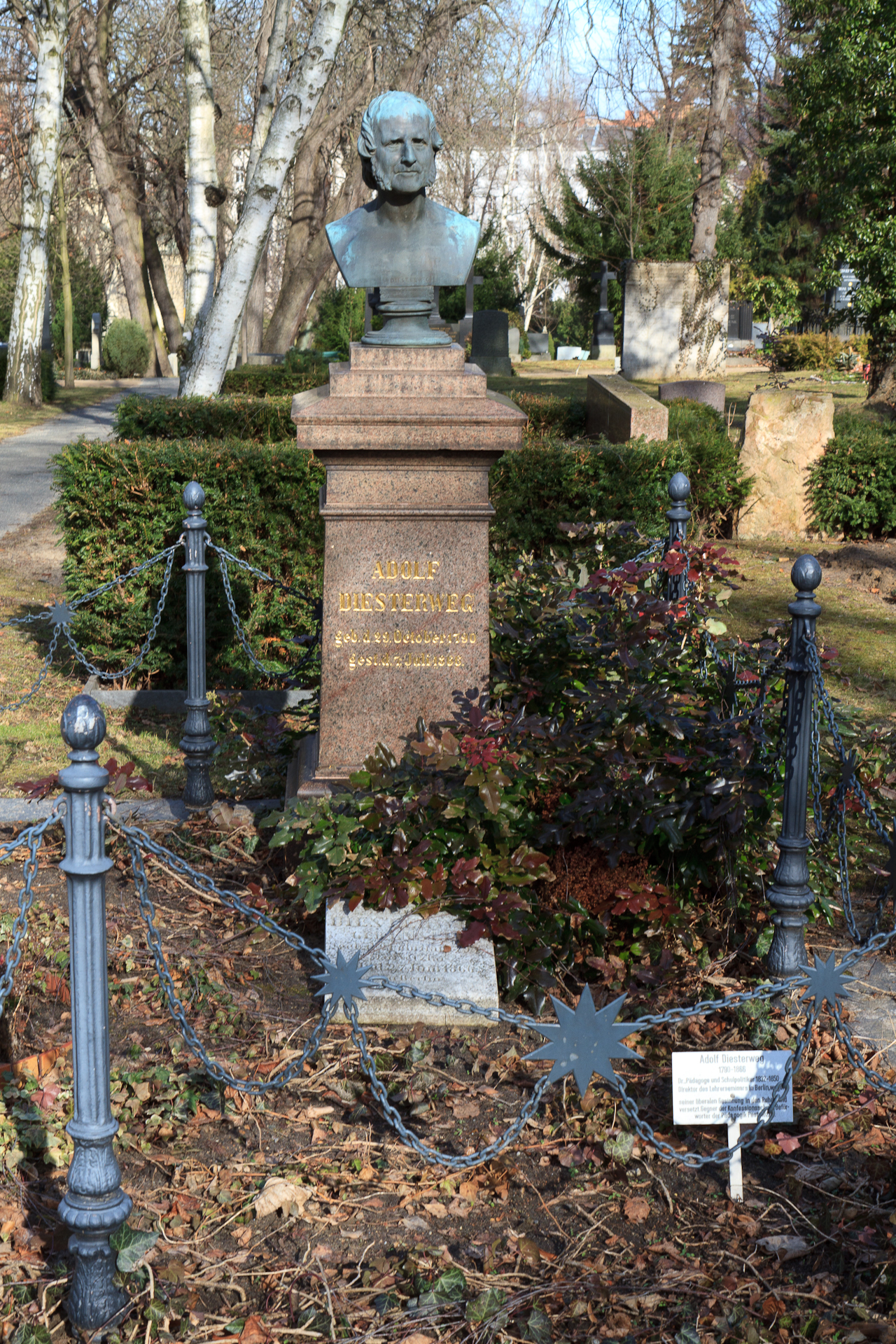
Adolph Diesterweg sírja Berlinben

A gimnáziumi tanfolyamot szülővárosában végezte. Tizenhét éves korában Herbornba és onnan Tübingenbe ment az egyetemre. Először mérnök akart lenni és 1811-ben a mérnöki vizsgálatra készült, de az akkori háborús idő tervének megvalósításában megakadályozták. Tanító lett és 1812-ben Worms-ban, 1813-ban Frankfurtban hivataloskodott, 1817-ben az elberfeldi latin iskolához nevezték ki, míg végül 1820-ban a meurs-i tanítóképző intézet élére jutott. Itt, a Rajna mellett kezdte meg reformátori munkásságát.
Saját tapasztalatából ismerte a korabeli oktatásügy hiányosságát, irataiban nem egy helyt fakad ki az ellen az oktatás ellen, melyben ő maga is a gimnáziumban és az egyetemen részesült. Megtámadta a fennálló rendszert és Pestalozzi eszméit igyekezett minden ponton keresztülvinni. Az eddigi iskolázás nem gondolt a megértetéssel, előtte az emlékezet munkája volt minden. Diesterweg olyan iskolát akart, mely a tanítványt érzékeinek szabad, öntudatos használatára képesíti és megtanítja őt, hogy érdeklődjék minden iránt és maga lásson, eszméljen, akarjon és cselekedjék. 1832-ben Berlinbe ment és az ottani tanítóképző intézet igazgatását vette át. Szabadelvű nézetei összeütközésbe hozták a papsággal és a pietisztikus minisztériummal. Diesterweg az iskolát a felvilágosodás, a vallási türelem otthonának tekintette, a reáliáknak abban nagy szerepet adott és a felügyeletet nem papokra, hanem szakférfiakra kívánta bizatni, míg a tanítói állást minden eszközzel emelni óhajtott. IV. Frigyes Vilmos kormánya ellenkezőleg nagyon is felvilágosultnak találta a Pestalozzi-iskolát, megszorította a reáliákat és a vallást tette az iskola középpontjává. Diesterweg ellenfelei oda vitték a dolgot, hogy őt 1847-ben szabadságolták és két év múlva végleg elbocsátották az államszolgálatból. De a tollat nem vehették ki kezéből és egyenesen neki köszönhették a németek, hogy az 1854-ben kibocsátott regulativeket visszavonták. 1858-ban országgyűlési képviselő lett és még szélesebb körben küzdött az igazi népnevelés megvalósítása mellett. Diesterweg írói működését 1820-ban Elberfeldben kezdte meg: Über Erziehung überhaupt, und über Schulerziehung insbesondere című munkájával.
Írt azután egy számtani, mértani és nyelvtani kézikönyvet. 1827-ben kezdte szerkeszteni a Rheinische Blättert, melynek szerkesztését Diesterweg halála után Wichard Lange vette át. 1835-ben adta ki: Wegweiser für deutsche Lehrer című kétkötetes munkáját, mely maga egy egész irodalom. E könyvben nemcsak az általános módszertani elveket adja elő, de alkalmazza azokat az egyes tárgyak tanítására is. Emellett az akkori pedagógiai irodalmat is szakonként ismerteti. Egy másik munkája az 1835-1836-ban megjelent: Das pädagogische Deutschland, melyben egyes pedagógusok önéletrajzait közli. Igen nevezetes még Populäre Himmelskunde und astronomische Geographie című, 1840-ben kiadott munkája.
Születése századik évfordulóját Németországban mindenfelé megünnepelte a tanítói világ.

## Művei magyarul
- Diesterweg útmutatójának általános része; ford., jegyz., hazai viszonyainkhoz alkalmazta Bányai Jakab; Lampel, Bp., 1890